# Réserve naturelle du delta de la Léna
La réserve naturelle du delta de la Léna (Усть-Ленский заповедник) est une réserve naturelle d'État située dans une partie du delta de la Léna, au nord de la Sibérie en fédération de Russie. Elle a été instituée le 18 décembre 1985. Elle se trouve à l'embouchure de la Léna, avec ses multiples bras, et au nord des contreforts des monts Karaoulakh. Elle dépend de l'administration de la république de Sakha (Yakoutie) et du raïon de Bouloun.
Cette réserve naturelle est l'une des plus grandes du monde, puisqu'elle s'étend sur 1 433 000 hectares. Elle est constituée de deux parties: la zone du delta (91 % du territoire) et la zone dite « Sokol » comprenant les contreforts septentrionaux des monts Karaoulakh.

## Climat
Le climat de la réserve est maritime de type polaire et très humide. La période d'enneigement annuel est de 250 à 270 jours et la période sans gel annuelle est de 40 jours au nord et de 45 jours au sud.

## Flore et faune
Quatre cent deux espèces de plantes poussent ici. C'est sur l'île de Tit-Ary que pousse la forêt la plus septentrionale du monde.
On trouve trente espèces de poissons, une espèce d'amphibien, cent neuf espèces d'oiseaux, trente-trois espèces de mammifères. On remarque le retour des morses qui avaient disparu de la région dans les années 1940.

## Galerie

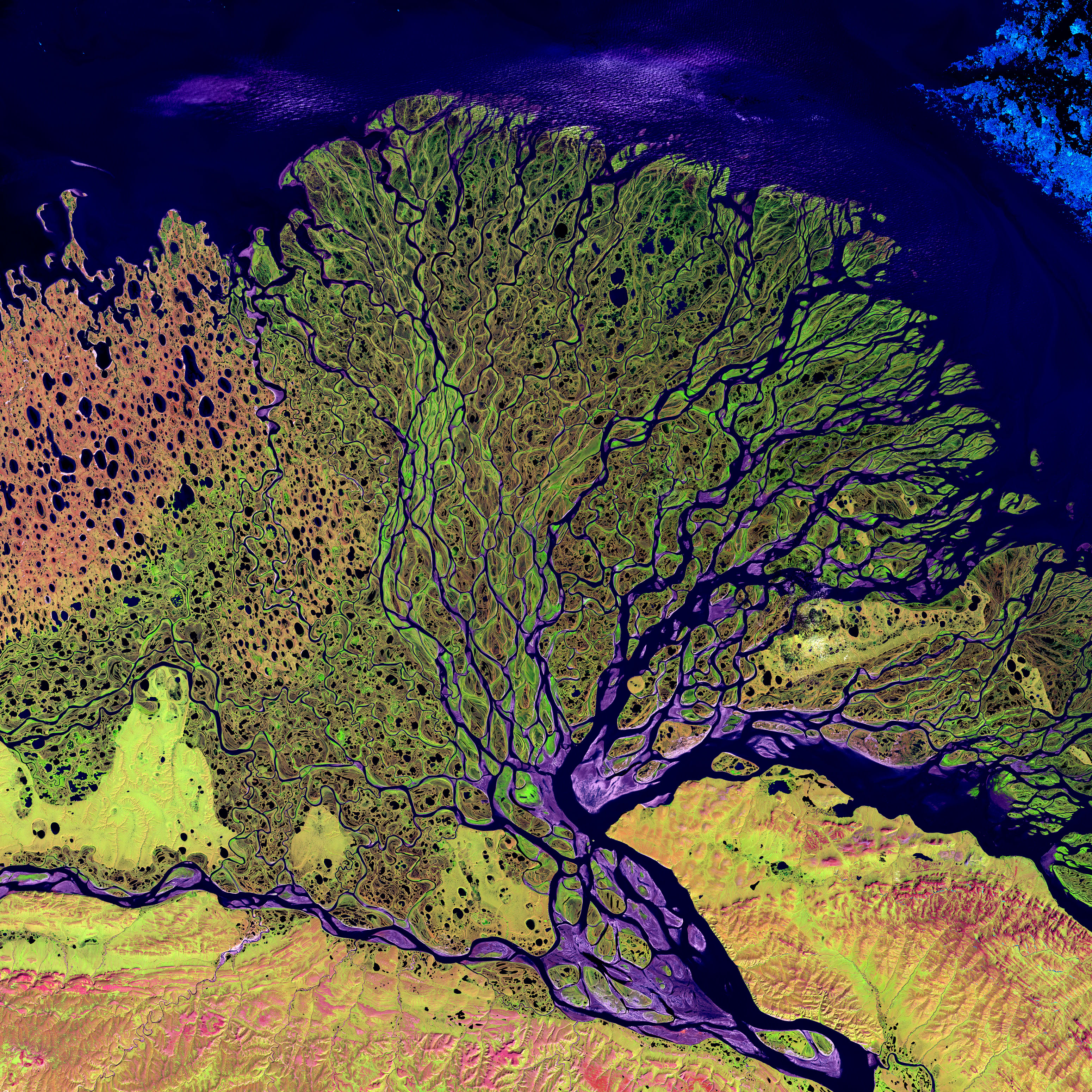
Vue satellite du delta
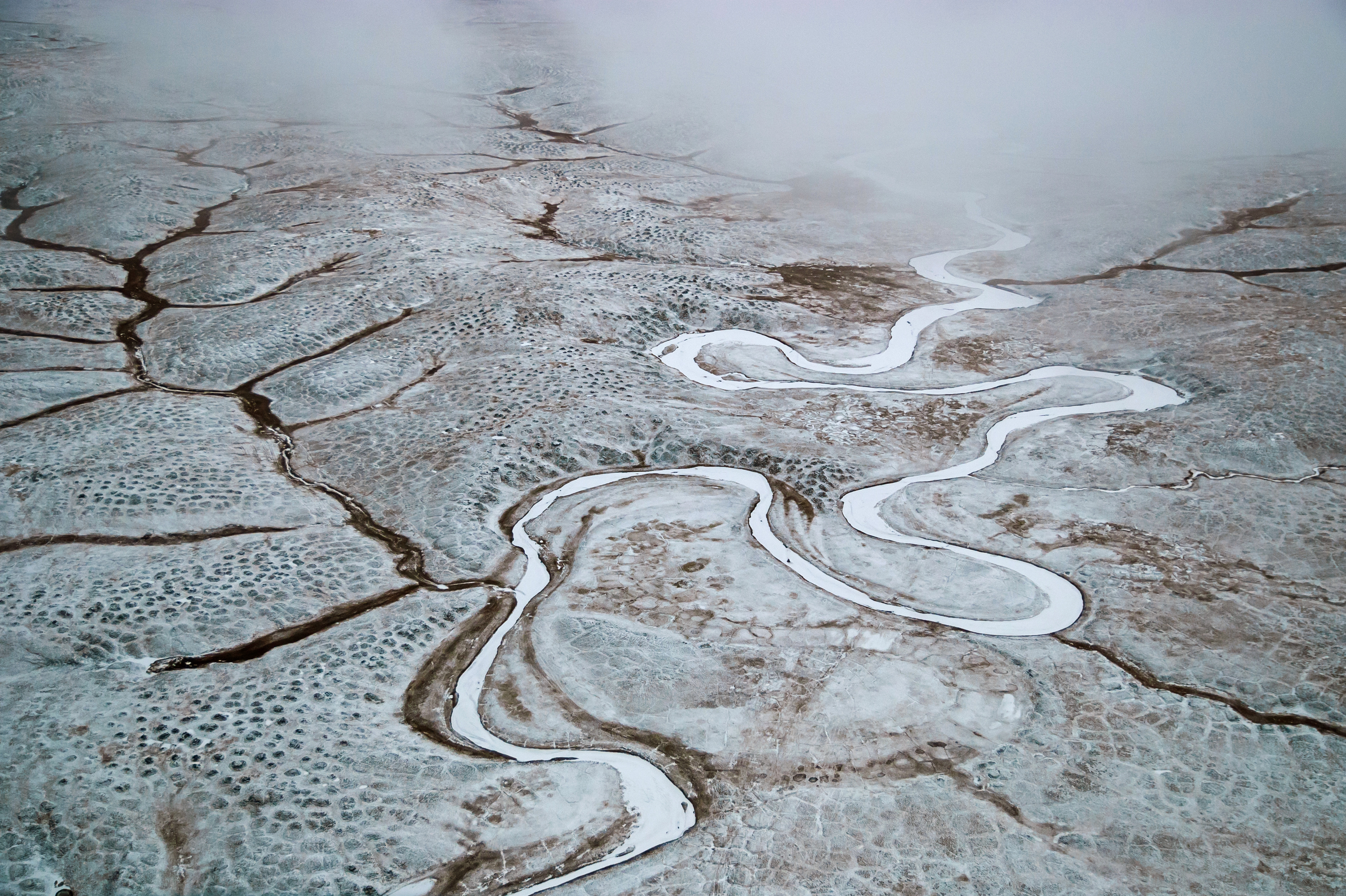
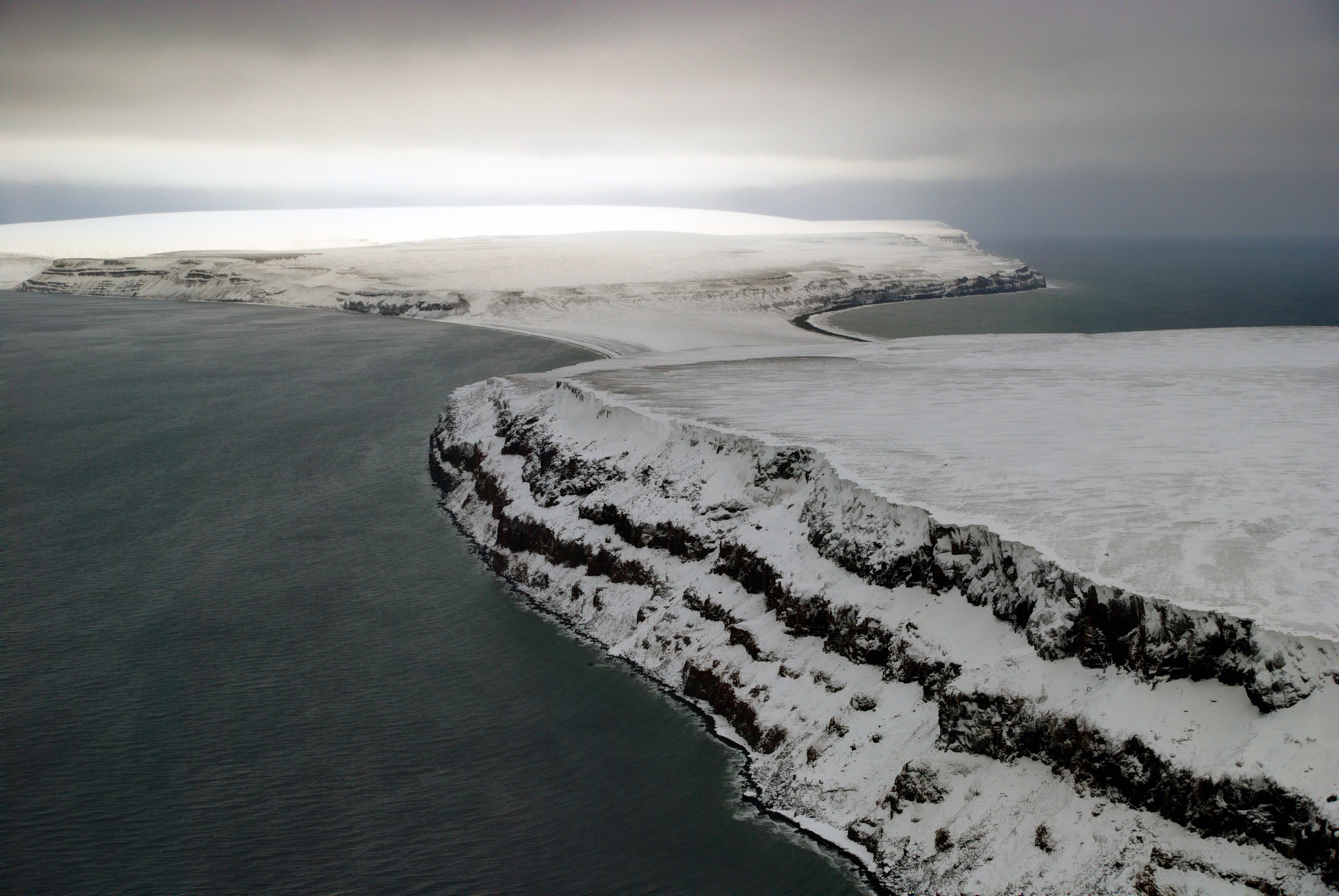
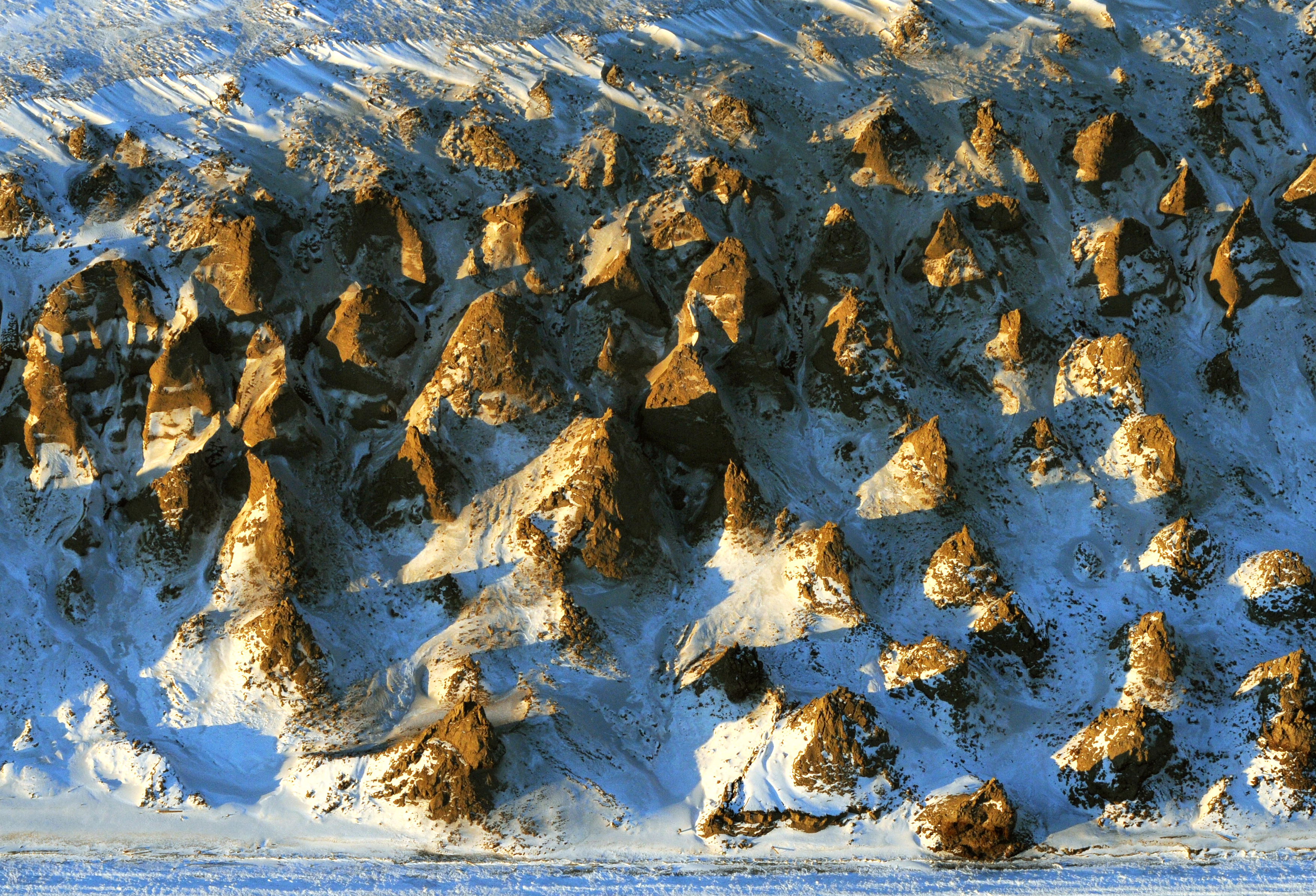

## Source
- (ru) Cet article est partiellement ou en totalité issu de l’article de Wikipédia en russe intitulé « Усть-Ленский заповедник » (voir la liste des auteurs).